# Toyoko Yoshida
Toyoko Yoshida (jap. 吉田　とよ子, Yoshida Toyoko; * um 1925) ist eine japanische Badmintonspielerin. 

## Karriere
Toyoko Yoshida gewann 1948 ihren ersten nationalen Titel, wobei sie im Dameneinzel erfolgreich war. Ein weiterer Titelgewinn im Dameneinzel folgte 1949. Des Weiteren war sie 1949 im Damendoppel mit Chieko Tamura erfolgreich.

## Sportliche Erfolge
| Saison | Veranstaltung                | Disziplin   | Platz | Name                           |
| ------ | ---------------------------- | ----------- | ----- | ------------------------------ |
| 1948   | Japan: Einzelmeisterschaften | Dameneinzel | 1     | Toyoko Yoshida                 |
| 1949   | Japan: Einzelmeisterschaften | Dameneinzel | 1     | Toyoko Yoshida                 |
| 1949   | Japan: Einzelmeisterschaften | Damendoppel | 1     | Toyoko Yoshida / Chieko Tamura |

## Referenzen
- Japanische Badmintonmeisterschaften 1947-2004 (Memento vom 28. August 2007 im Internet Archive)
- Annual Handbook of the International Badminton Federation, London, 29. Auflage 1971, S. 222–223

| Personendaten    | Personendaten                 |
| ---------------- | ----------------------------- |
| NAME             | Yoshida, Toyoko               |
| ALTERNATIVNAMEN  | 吉田 とよ子 (japanisch)       |
| KURZBESCHREIBUNG | japanische Badmintonspielerin |
| GEBURTSDATUM     | um 1925                       |